# فرودگاه میرنی
فرودگاه میرنی (به روسی: Аэропорт Мирный) فرودگاهی عمومی واقع در جمهوری یاقوتستان در شهر میرنی کشور روسیه است که توسط شرکت هواپیمایی آلروسا اداره می‌شود.

## شرکت‌های هواپیمایی و مقصدهای پروازی
| شرکت‌های هواپیمایی                      | مقصدهای پروازی                                                               |
| -------------------------------------- | ---------------------------------------------------------------------------- |
| آلروسا                                 | ایرکوتسک، پاشکوفسکی، یملیانو، دوموده‌دوو، تولمچوا، پولیارنی، یاکوتسک، کولتسوو |
| آنگارا ایرلاینز                        | ایرکوتسک، تولمچوا                                                            |
| نورداستار                              | یملیانو                                                                      |
| اس۷ ایرلاینز                           | تولمچوا                                                                      |
| اس۷ ایرلاینز اجرا توسط گلوبوس ایرلاینز | دوموده‌دوو                                                                    |
| یاکوتیا ایرلاینز                       | خاباروفسک ناوی، یاکوتسک                                                      |